# As-Saaffat
As-Saaffat (arabe : سُورَةُ ٱلصَّافَّاتِ,, français : Les rangées) est le nom traditionnellement donné à la 37e sourate du Coran, le livre sacré de l'islam. Elle comporte 182 versets. Rédigée en arabe comme l'ensemble de l'œuvre religieuse, elle fut proclamée, selon la tradition musulmane, durant la période mecquoise.

## Origine du nom
Bien que ne faisant pas partie de la proclamation, la tradition musulmane a donné comme nom à cette sourate Les rangées, en référence au contenu du premier verset : « 1. Par ceux qui sont disposés en rangs ».

## Historique
Il n'existe à ce jour pas de sources ou documents historiques permettant de s'assurer de l'ordre chronologique des sourates du Coran. Néanmoins selon une chronologie musulmane attribuée à Ǧaʿfar al-Ṣādiq (VIIIe siècle) et largement diffusée en 1924 sous l’autorité d’al-Azhar,, cette sourate occupe la 56e place. Elle aurait été proclamée pendant la période mecquoise, c'est-à-dire schématiquement durant la première partie de l'histoire de Mahomet avant de quitter La Mecque. Contestée dès le XIXe par des recherches universitaires, cette chronologie a été revue par Nöldeke,, pour qui cette sourate est la 50e.
Plusieurs auteurs divisent cette composition en trois parties. Blachère est sceptique quant à l’unité de cette sourate. Pour l’auteur, la seconde partie (v.69-148) est postérieure et a été interpolée dans la sourate. Toutefois, elle possède une unité qui prouverait qu’elle a, à un moment, fait l’objet d’une composition, avec une structure interne voulu par son ou ses auteurs.
Pour Lambert, le contexte de rédaction de cette sourate est celle de la conquête de la Perse (636-651) ou les décennies suivantes. À cette période, l’islam est confronté à la question de l’assimilation d’éléments perses et zoroastriens par le pouvoir. La composition finale daterait donc des Ommeyades ou des proto-Ommeyades.

## Interprétations

### Versets 6–11: Les étoiles
Pour Crone, le mythe évoqué dans ce passage (l’idée que des démons tentent d’atteindre le ciel et sont repoussés par les étoiles) possède des origines anciennes qui se retrouve dans le zoroastrisme, le judaïsme et par diffusion en Arabie. C’est le cas dans le Testament de Salomon, écrit des premiers siècles du christianisme. Pour Lülling, ce passage est une réécriture de textes chrétiens.
Dye fait des parallèles avec d’autres passages du Coran, mais rappelle que « le Coran est moins un livre qu’un corpus (au demeurant fort composite), et on court parfois le risque, en interprétant le Coran par lui-même, de postuler une cohérence et une systématicité qui peuvent être étrangères aux textes originellement épars et indépendants qui, réunis en un codex, ont fini par constituer le Coran »
Pour Dye, la place des djinns dans le Coran participe à une réinterprétation de récits préislamiques ne niant pas ces démons mais les réinterprétant. Pour Tengour, ce récit peut être une réponse aux accusations d’emprise djinnique sur Mahomet. Mais le Coran, pour « servir sa cause », a supprimé aux djinns leurs fonctions de transmissions aux poètes, aux sorciers et aux devins, des secrets divins.
Pour Pregill, l’élément « Réciter l'Écriture » ne doit pas être compris ainsi mais comme « chanter son souvenir », ce passage étant une référence au chant du Trisagion par les anges (Is 6.3).
Tesei s’intéresse à la vision cosmologique du Coran. Pour lui, elle est un mélange de la vision gréco-romaine, imaginant la Terre au centre de l’univers, lui-même composé de plusieurs ciels et de la vision sémitique imaginant la terre comme plate et surmonté d’un dôme. L’existence des étoiles comme protection d’un firmament au-dessus du ciel le plus bas, paraît en contradiction avec le modèle des ciels multiples.

### Versets 149–182: l’engendrement par Dieu
Pour Tesei et Grodzki, l’évocation d’anges femelles pourrait être une référence à la secte des Elkasaïtes principalement active entre le IIe et le IVe siècle. Pour Pregill, les Filles d'Allah doivent être comprise comme des anges et non comme des déesses païennes. Pour Tengour, le Coran nie la fonction procréatrice d’Allah. « Ce thème apparaît dans le Coran vers le milieu de la période mecquoise et s’accompagne d’une mise en avant de plus en plus nette de la figure d’Allāh, en même temps que d’un évincement progressif des autres déités locales. ».
De cet extrait, Khalfallah présente quelques traits de la méthode argumentative du Coran. L’anonymat des adversaires du contre-discours est ainsi une manière de rendre celui-ci universel.

Texte de la sourate (Coran datant de 1874)
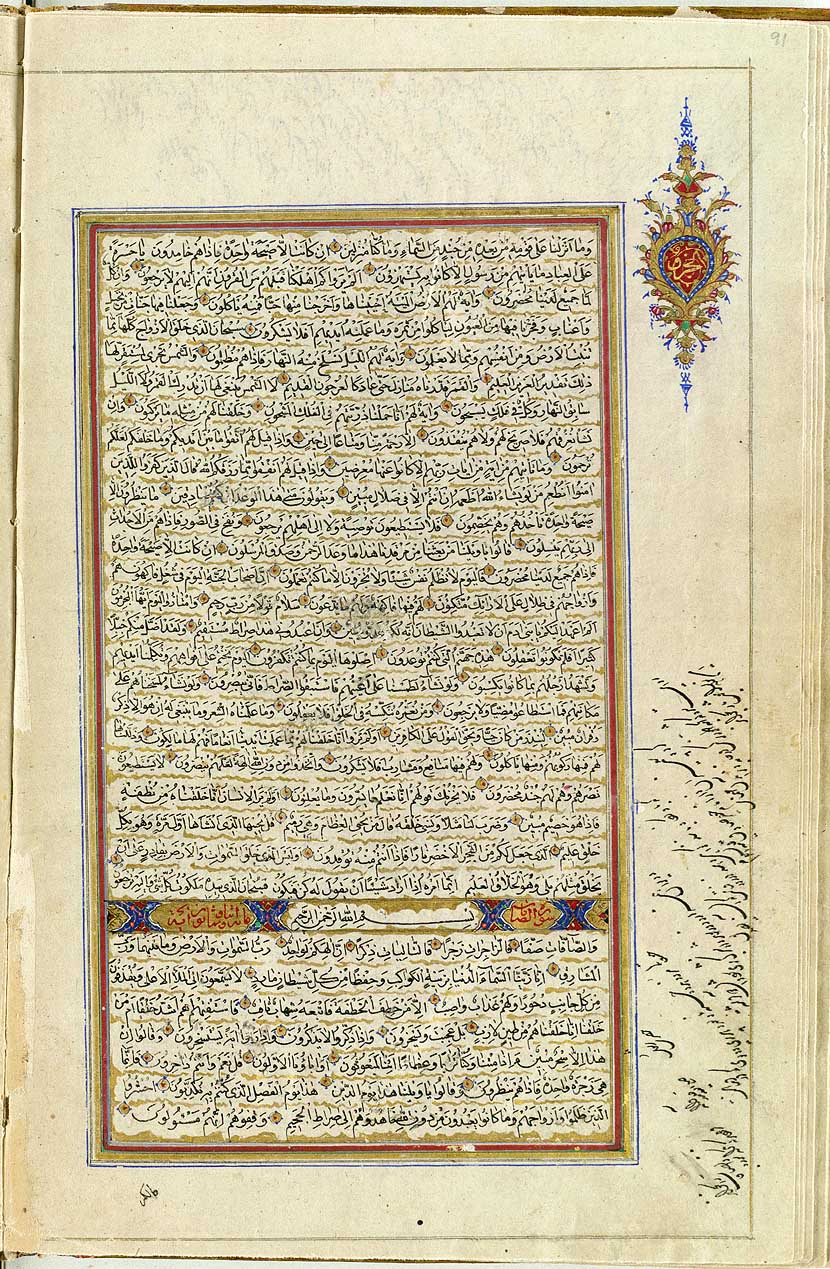
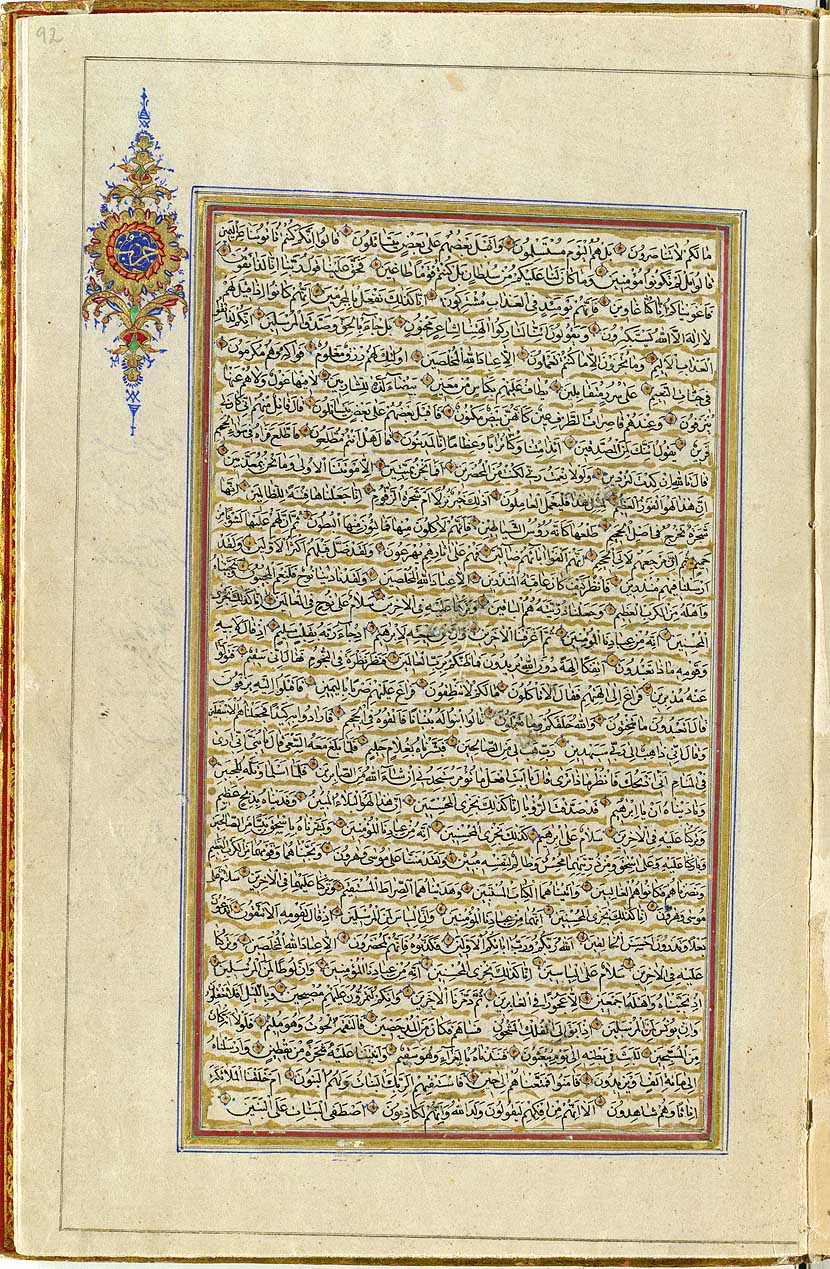
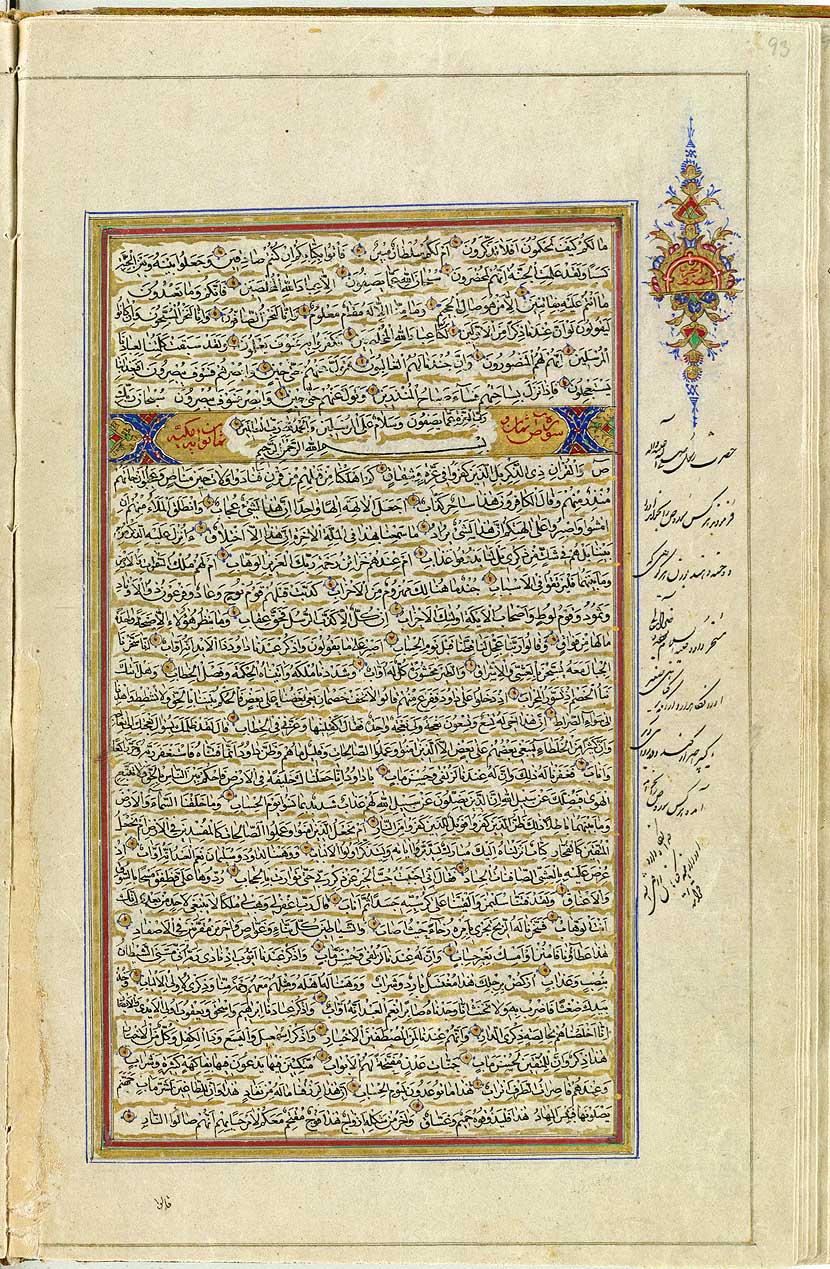